# Vibe (programma radiofonico)
Vibe è un programma radiofonico ideato e presentato da Massimo Oldani in onda dal lunedì al venerdì su Radio Capital dal 2007. Il suo format musicale spazia tra i generi soul, R&B, jazz contemporaneo, afrobeat, neo soul, funk, jazz fusion e musica elettronica. Venne fondato a R101 Network (Ex Radio Milano International) nel 1994.
Nel 1995 la sinergia con la rivista Vibe fondata da Quincy Jones e un’edizione settimanale, che unisce musica e calcio, in coppia con Alessandro Costacurta: "Vibe … Billy".
Nel 2007 Vibe è su Radio Capital dal lunedì al venerdì ed è ampliato a 2 ore dal luglio 2020, in onda dalle 20:00 alle 22:00.
Nel 2011 viene pubblicata da EMI la doppia compilation "VIBE – Tracce Soul e R&B scelte da Massimo Oldani".
Dal 2012 al 2020 Vibe è andata in onda su SKY al canale 787, inserito nel mosaico di SKY Music.